# Billete de doscientos euros
El billete de doscientos euros (200€) es el que tiene el segundo valor más alto (y el de mayor valor en producción) de todos los billetes de euro, y ha sido utilizado desde la introducción del euro en el año 2002. Es el segundo más grande en tamaño de los billetes de euro y es de color amarillo-marrón. El euro es la moneda de 25 países: los 20 miembros de la eurozona, 4 microestados europeos mediante acuerdos con la Unión Europea y 1 de manera unilateral (Montenegro). Además, también es utilizado de manera unilateral por Kosovo.
En noviembre de 2014, había aproximadamente 202 millones de billetes de doscientos euros en circulación en los países de la zona euro. El Banco Central Europeo (BCE) controla la circulación y la cantidad de monedas y billetes de euro. Es una tarea del Eurosistema para garantizar un suministro eficiente y sin problemas del euro y para mantener su integridad a toda la zona euro. 

## Historia
El euro fue introducido en el mercado de divisas el 1 de enero de 1999, convirtiéndose de repente en la moneda de más de 300 millones de personas en Europa. Durante sus tres primeros años de existencia, el euro era una moneda virtual porque sólo se utilizaba en contabilidad. Físicamente el euro no fue introducido hasta el 1 de enero de 2002, cuando reemplazó la moneda nacional de cada país que formaba la eurozona de los 12, con precios de cambio de divisa fijados.

### Período de transición
El período de transición durante el cual las monedas y billetes de las monedas nacionales podían ser cambiados por monedas y billetes de euro duró dos meses, del 1 de enero de 2002 hasta el 28 de febrero de 2002. La fecha oficial en la que la moneda nacional dejó de ser legal varió dependiendo de lo que decidiera cada estado miembro. El primer lugar donde la moneda nacional dejó de ser aceptada fue Alemania, que decidió que lo dejara de ser el 31 de diciembre de 2001, aunque el período de cambio de la divisa nacional en oficinas bancarias duró los dos meses estipulados. Una vez que las monedas nacionales dejaron de ser legales, pudieron seguir siendo canjeadas por euros en los bancos centrales de cada país durante un período mínimo de 10 años, periodo que en algunos casos se prolongó indefinidamente, como en el caso de Alemania o Austria. Los billetes y monedas de peseta admitidos por el Banco de España concluyeron su periodo de cambio el 30 de junio de 2021 tras un periodo extendido de 6 meses respecto del inicial establecido el último día de 2020 debido a la pandemia de COVID-19.

## Diseño
Es el segundo más grande de su familia tras el billete de quinientos euros, con unas medidas de 153×82 mm, y utiliza un esquema de color amarillo-marrón. Los billetes de doscientos euros de la serie Europa tienen unas medidas de 153x77 mm, siendo el billete mayor de dicha serie ya que el billete de 500 euros dejó de emitirse.
Todos los billetes muestran puentes y arcos en un estilo arquitectónico europeo diferente; y en el caso del billete de doscientos euros, ese estilo corresponde a la modernista (siglo XIX). Aunque los diseños originales de Robert Kalina pretendían mostrar monumentos reales, los motivos empleados muestran únicamente monumentos ficticios de cada era arquitectónica, con el fin de evitar polémicas sobre cuáles deberían ser incluidos.
Al igual que todos los billetes de euro, contiene la denominación, la bandera de la UE, la firma del presidente del BCE y las iniciales de dicho banco en diferentes idiomas de la UE, un mapa de Europa, una representación de los territorios de ultramar de la Unión, las estrellas de la bandera de la UE y varios elementos de seguridad.

## Series de billetes de 200 euros

### Primera serie
Desde el 1 de enero de 2002, fecha de su introducción, hasta el 27 de mayo de 2019 circuló una única serie de billetes de 200 euros, manteniendo durante este periodo el mismo diseño y las mismas medidas de seguridad. El diseño fue ideado por el diseñador austriaco Robert Kalina en 1996. Durante la primera serie solamente variaba la firma del presidente del BCE conforme variaba la persona que ocupaba el cargo en el momento de su impresión, aunque en todos figura el año 2002, que es el año de introducción de la serie. El diseño inicial fue firmado por el presidente del Banco Central Europeo, Wim Duisenberg, sustituido por Jean-Claude Trichet el 1 de noviembre de 2003, y a su vez reemplazado por Mario Draghi, el 1 de noviembre de 2011. A partir de mayo de 2019, los billetes de doscientos euros de la primera serie todavía continúan en circulación, pero ya no se imprimen y los bancos centrales tienen orden de retirarlos progresivamente para ser sustituidos por los de la segunda serie.

### Segunda Serie (Serie «Europa»)
La segunda serie, denominada "Europa", entró en circulación el 2 de mayo de 2013 de forma progresiva, comenzando con el billete de 5 euros y acabando con el billete de 200 euros en 2018.
El nuevo diseño corrió a cargo de Reinhold Gerstetter, el cual continúa inspirado en el tema "Épocas y estilos arquitectónicos europeos" de la primera serie que diseñara Robert Kalina, lo que permite a los usuarios reconocer fácilmente los nuevos diseños.
El diseño de los billetes de cinco euros de esta segunda serie se presentó el 10 de enero de 2013 en el Museo Arqueológico de Fráncfort (Alemania). Algunas diferencias notables con respecto al diseño anterior son que los nuevos billetes tienen números más grandes, la representación de Malta y Chipre (ya que en la primera serie Malta no figuraba debido a su tamaño y Chipre tampoco por estar demasiado al este) y un retrato de la princesa Europa (perteneciente a la mitología griega), la cual da nombre al continente. Los nuevos billetes también muestran la palabra "EBPO", es decir, "Euro" escrito en alfabeto cirílico, dada la adhesión de Bulgaria a la Unión Europea en 2007.
El 17 de septiembre de 2018 se presentó el diseño del billete de doscientos euros de la nueva serie Europa, que entró en circulación el 28 de mayo de 2019.
Los billetes de doscientos euros de esta serie empezaron llevando la firma de Mario Draghi y, posteriormente la de Christine Lagarde, presidenta del BCE desde el 1 de noviembre de 2019.

## Elementos de seguridad
En la primera serie, los elementos de seguridad eran diferentes según el valor de los billetes: Los billetes de baja denominación (5, 10 y 20 euros) tenían una serie de elementos, y los billetes de alta denominación (50, 100, 200 y 500 euros) tenían unos elementos más elaborados. En la segunda serie (serie Europa), los elementos de seguridad son diferentes dependiendo también del valor de los billetes diviéndose en tres grupos: los billetes de 5 y 10 euros, los billetes de 20 y 50 euros, y los billetes de 100 y 200 euros. Los billetes de 200 euros tienen los siguientes elementos de seguridad:

### Primera serie

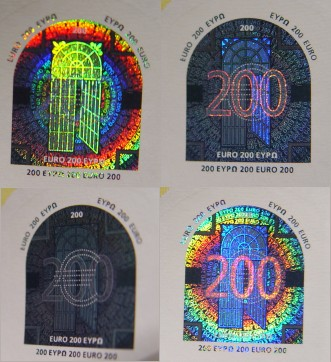
Holograma en el billete de 200 euros (primera serie)

- El papel: El papel del billete está hecho de fibra de algodón puro, lo que le confiere una textura firme, resistente y con carteo, y un tacto ligeramente áspero.
- Impresión en relieve: Se aprecia relieve en el motivo principal, en las letras y en la cifra grande que indica el valor del billete.
- Marca de agua: Al mirar el billete al trasluz, se aprecia el valor del billete y el motivo principal. Además, se puede ver una serie de barras a la derecha de la marca de agua. El número y anchura de estas barras indica el valor del billete. Si se escanean, estas barras se convierten en codificación Manchester.
- Hilo de seguridad: Al mirar el billete al trasluz, el hilo de seguridad aparece como una línea oscura. En ella puede verse la palabra «EURO» y el valor del billete en caracteres blancos de tamaño reducido.
- Motivo de coincidencia: Al mirar el billete al trasluz, las marcas impresas en la esquina superior izquierda del anverso y en la esquina superior derecha del reverso se complementan y forman la cifra que indica el valor del billete.
- Holograma: Al girar el billete, el holograma muestra el valor del billete y una ventana o una puerta.
- Número que cambia de color: Al girar el billete, en el reverso figura el número que cambia de color, de morado a verde oliva o marrón.
- Microtexto: Algunas zonas del billete muestran una serie de caracteres de tamaño reducido que pueden leerse con ayuda de una lupa. Los caracteres no son borrosos, sino nítidos.
- Propiedades bajo una luz ultravioleta: Bajo una luz ultravioleta, el papel del billete no resplandece. Se aprecian fibras de color rojo, azul y verde embebidas en el papel, la bandera de la Unión Europea resplandece en verde y las estrellas adquieren una tonalidad anaranjada. La firma del presidente del BCE se torna verde. Las estrellas grandes y los círculos pequeños situados en el centro resplandecen en color naranja. En el reverso, el mapa, el puente y el valor del billete aparecen en amarillo.
- Propiedades infrarrojas: Bajo una luz infrarroja, solo son visibles el lado derecho del motivo principal y la banda plateada.
- Varios patrones con la Constelación de EURión.
- Marca de agua digital: Igual que la constelación de EURión, una marca de agua digital va incorporada en el diseño de los billetes. Las versiones recientes de varios editores de imágenes, como Adobe Photoshop o Paint Shop Pro, se niegan a trabajar con imágenes de billetes. Este sistema se llama Counterfeit Deterrence System (CDS) y fue desarrollado por el Grupo de Bancos Centrales para la Disuasión de las Falsificaciones.
- Tinta magnética: Algunas zonas del billete están impresas con tinta magnética.
- Un número de serie: Cada billete tiene un número de serie único. El último dígito del número de serie es un dígito de comprobación. La letra es el código de identificación nacional del billete (el Banco Central que encargó la impresión del billete, que no es necesariamente el del país en el que se fabricó).

### Segunda serie (serie Europa)
- El papel: El papel del billete está hecho de fibra de algodón puro, lo que le confiere una textura firme, resistente y con carteo, y un tacto ligeramente áspero.
- Impresión en relieve: En el anverso, en los bordes izquierdo y derecho hay una serie de líneas cortas en relieve. También se aprecia relieve en el motivo principal, en las letras y en la cifra grande que indica el valor del billete.
- Marca de agua con retrato: Al mirar el billete al trasluz, se aprecia un retrato de Europa, el valor del billete y el motivo principal.
- Hilo de seguridad: Al mirar el billete al trasluz, el hilo de seguridad aparece como una línea oscura. En ella puede verse el símbolo «€» y el valor del billete en caracteres blancos de tamaño reducido.
- Ventana con retrato: Al mirar el billete al trasluz, la ventana del holograma se vuelve transparente y muestra un retrato de Europa en ambas caras del billete. Al girar el billete, la ventana del holograma muestra líneas multicolor alrededor de la cifra que indica el valor del billete. En el reverso, dentro de la ventana, aparecen números multicolor que muestran el valor del billete.
- Holograma con retrato: Al girar el billete, el holograma (banda plateada situada en el lado derecho) muestra un retrato de Europa, el motivo principal y el valor del billete.
- Holograma con satélite: Al girar el billete, el holograma con satélite situado en la parte superior de la banda plateada muestra símbolos «€» que se mueven alrededor de la cifra que indica el valor del billete. Los símbolos «€» pueden verse más claramente bajo una luz directa.
- Número verde esmeralda: Al girar el billete, el número brillante situado en la esquina inferior izquierda produce un reflejo metálico que se desplaza verticalmente. También cambia de color, del verde esmeralda al azul oscuro.
- Banda iridiscente: Al girar el billete, en el reverso, aparece una banda dorada en la que figura el valor del billete y el símbolo «€».
- Microtexto: Algunas zonas del billete muestran una serie de caracteres de tamaño reducido que pueden leerse con ayuda de una lupa. Los caracteres no son borrosos, sino nítidos.
- Luz ultravioleta estándar: El papel no resplandece, es decir, no emite luz y está oscuro. Se aprecian pequeñas fibras embebidas en el papel. Cada una de ellas muestra tres colores diferentes. Las estrellas de la bandera de la UE, los círculos pequeños y las estrellas grandes resplandecen en amarillo. Otras zonas también resplandecen en amarillo. En el reverso, un cuarto de círculo situado en el centro del billete y otras zonas resplandecen en verde. El número de serie dispuesto en horizontal y una banda aparecen en rojo.
- Luz ultravioleta especial (UV-C): En el anverso, los círculos pequeños del centro resplandecen en amarillo, las estrellas grandes y otras zonas resplandecen en naranja. También puede verse el símbolo «€».
- Propiedades infrarrojas: Bajo una luz infrarroja, en el anverso del billete puede verse el número verde esmeralda, el lado derecho del motivo principal y la banda plateada. En el reverso, solo son visibles la cifra que indica el valor del billete y el número de serie dispuesto en horizontal.
- Varios patrones con la Constelación de EURión.
- Marca de agua digital: Igual que la constelación de EURión, una marca de agua digital va incorporada en el diseño de los billetes. Las versiones recientes de varios editores de imágenes, como Adobe Photoshop o Paint Shop Pro, se niegan a trabajar con imágenes de billetes. Este sistema se llama Counterfeit Deterrence System (CDS) y fue desarrollado por el Grupo de Bancos Centrales para la Disuasión de las Falsificaciones.
- Tinta magnética: Algunas zonas del billete están impresas con tinta magnética.
- Un número de serie: Cada billete tiene un número de serie único. El último dígito del número de serie es un dígito de comprobación. La primera letra es el código de identificación de la imprenta donde se imprimió el billete y la segunda letra forma parte del propio número de serie y no tiene ningún significado.

## Falsificación

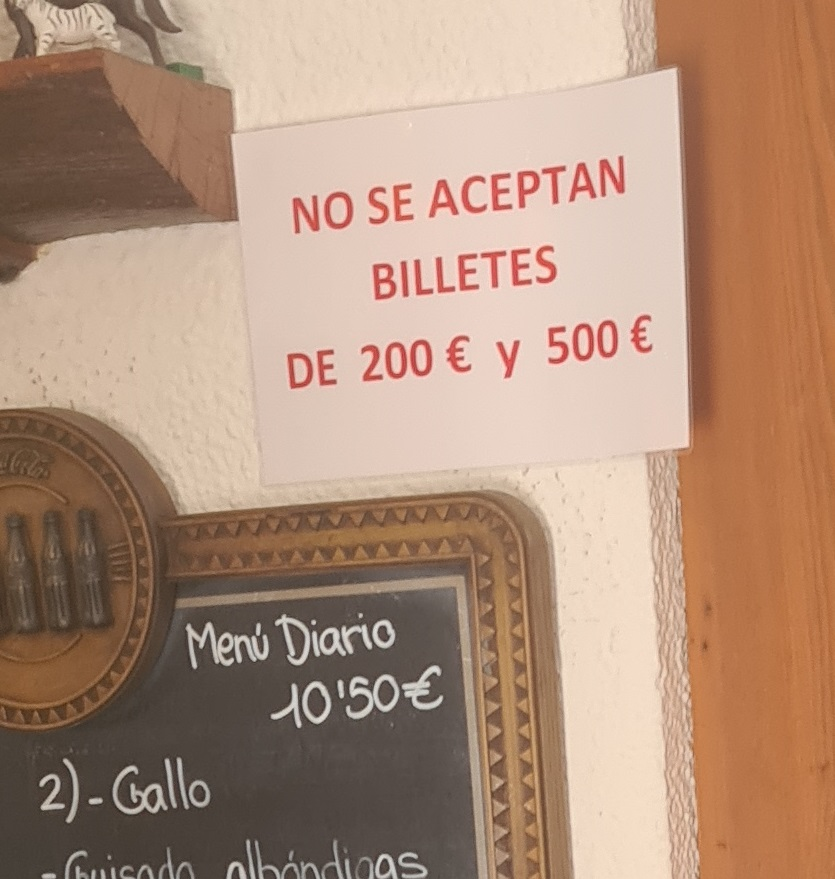
Un restaurante que no acepta billetes de 200€

Los billetes de euro son difíciles de falsificar gracias al gran número de elementos de seguridad. El billete de doscientos euros es el tercer menos falsificado junto al billete de diez euros. Durante el primer semestre de 2012, un 2,5% del total de billetes de euros falsificados eran billetes de doscientos. Ya que un usuario que recibe un billete falso no puede recibir ninguna compensación por él, y ante su detección, las entidades bancarias tienen orden de retirarlos inmediatamente, el BCE y los bancos centrales nacionales recomiendan estar alerta y reconocer los billetes falsos bajo el método de tocar-mirar-inclinar.
El BCE también cuenta con un centro de análisis de falsificaciones, que coopera con Europol. El Grupo de Bancos Centrales para la Disuasión de Falsificaciones recrea medidas que impiden la falsificación o la impresión o fotocopia en color de billetes por medios digitales, a fin de evitar la producción de billetes falsos.

## Seguimiento
Hay varias comunidades de personas a nivel europeo que, como afición, realizan un seguimiento de los billetes de euro que pasan por sus manos, y saben por donde han viajado. La herramienta más conocida para seguir billetes es EuroBillTracker. El objetivo es registrar tantos datos como sea posible para conocer detalles sobre su propagación: como desde donde a donde viajan, hacer un seguimiento y generar estadísticas y rankings, como por ejemplo, en qué países hay más billetes. En julio de 2013, EuroBillTracker había registrado más de 120 millones de billetes, con un valor superior a 2.105 millones de euros.